# Убийства Кэрри Грэм и Франсин Тримбл
Убийства Кэрри Грэм и Франсин Тримбл (англ. Kerry Graham and Francine Trimble) — до сих пор не раскрытые преступления, которые произошли в декабре 1978 года. Тогда две девочки 14 и 15 лет исчезли в Форествилле, Калифорния, по пути в магазин в Санта-Розе. Позднее их останки были обнаружены в закрытых скотчем мусорных мешках в лесополосе вблизи удалённого участка Шоссе 20, около города Уиллитц, в июле 1979 года.
Из-за того, что тела сильно разложились, точная причина смерти не была установлена, за исключением вывода об их убийстве. Кроме того, тело Грэм ошибочно было идентифицировано как мужское, пока экспертиза ДНК не доказала обратное.
Тела Грэм и Тримбл оставались неопознанными более 36 лет, пока ДНК-анализ не помог установить их личности.

## Исчезновение
И Грэм, и Тримбл проживали в Форествилле, округ Сонома, Калифорния. Обе девочки жили по соседству и были неразлучными подружками, они познакомились в начальной школе. 16 декабря 1978 года они отправились в торговый центр Коддингтаун (англ. Coddingtown Mall) в Санта-Розе. С тех пор их никто больше не видел. Через сутки о пропаже Тримбл сообщила в полицию её мать; заявление в полицию об исчезновении Грэм было подано в том же месяце. Это произошло по причине того, что ранее Грэм убегала из дома, хотя раньше быстро возвращалась.
На основе сообщений о дружбе следователи предположили, что в момент исчезновения девочки были вместе. Их семьи придерживались версии об убийстве, но допускали возможность того, что подруги отправились автостопом в Нью-Джерси или даже в Новую Шотландию, то есть очень далеко. Расследование пришло к выводу, что обе девочки добровольно сбежали из дома. Родственники жертв предположили, что девочек можно было похитить ещё до отъезда в торговый центр, возможно, кем-то, кого они знали, поскольку в домах не было беспорядка. После обнаружения косметики на комоде Тримбл расследование выдвинуло версию о похищении девочек прямо из дома под дулом пистолета.
Среди организаций, опубликовавших объявления об исчезновении, возникла путаница с датами. Некоторые из них объявили, что девочки пропали по отдельности и в разные дни, включая 24 декабря 1979 года.
Усилия по поиску девушек включали публикацию описания их внешности и обработку образцов их ДНК. Их включили в Национальную систему пропавших и неопознанных лиц, а также в базу Национального центра пропавших и эксплуатируемых детей. C тетей Франсин Тримбл также связывался некий медиум.

## Обнаружение
8 июля 1979 года раздетые скелетированные останки Грэм и Тримбл были обнаружены двумя туристами по пути в Форт-Брэгг, Калифорния. Они остановили свою машину на Шоссе 20 в округе Мендосино, примерно в 12 км на запад от города Уиллитц. Недалеко от дороги один из них заметил слегка присыпанный землёй череп. Найденные тела были связаны скотчем и находились под слоем плёнки, присыпанной землёй в неглубоких могилах. Волосы и кости были разбросаны неподалеку дикими животными. Никаких улик, в том числе одежды, на месте преступления не было найдено, за исключением маленькой сережки в виде птицы. Она могла принадлежать Франсин Тримбл.
Коронер установил, что найденные были убиты примерно 8 декабря 1978 года, причину смерти было сложно определить из-за сильного разложения трупов. Следователи предположили, что жертвы преступления были задушены.
На месте преступления было собрано порядка 90 % костей, после чего их отправили к судмедэксперту.

## Расследование

### Экспертиза
Местный коронер не смог определить пол обнаруженных тел. Собранные на месте преступления останки были отправлены на экспертизу. К 1980 году были приблизительно установлены такие характеристики, как пол, возраст, вес и внешний вид. Пол одного из тел определили ошибочно.
Предполагалось, что обе жертвы белой расы, хотя точное этническое происхождение осталось неизвестным. Был сделан вывод, что одна жертва (Грэм) имела индейские корни.
Останки Грэм определили как принадлежащие молодому человеку 10-20 лет, возможно 13 лет. Рост был определён ошибочно в пределах 157—180 см, возможно 170 см, в то время как настоящий рост Грэм составлял 145 см. В 2014 году анализ ДНК показал, что найденное тело женского пола. Первая проведённая экспертиза останков также сделала ошибочный вывод о том, что Грэм была младше найденной рядом с ней девушки, хотя на самом деле она была старше. Грэм родилась 12 ноября 1963 года, а Тримбл 27 сентября 1964 года.
Возраст Тримбл был оценён в 10-20 лет, скорее всего не старше 14. Рост определялся в границах 160—180 см, возможно 166 см. Как и у найденного рядом с ней тела, цвет волос определялся как светло-каштановый. Она была найдена с серьгой в виде птицы, изготовленной вручную, по типу тех, которые делали в то время хиппи или индейцы.
Улики, относящиеся к делу, позднее были предоставлены ФБР. Останки подверглись эксгумации несколько раз, в том числе в 2000 и в 2011 годах.

### Обстоятельства дела
С самого начала появлялись предположения, противоречащие официальным заявлениям, что «с высокой вероятностью найденные являются братом и сестрой», пока проведённый в 2001 году анализ ДНК не показал, что жертвы преступления — не родственники. Эта версия возникла ещё в 2000 году, когда было установлено, что стоматологические вмешательства при жизни этих людей были слишком разными. Также существовала версия, что эти лица состояли в отношениях, потому и были найдены вместе. Предполагалось, что это были автостопщики со Среднего запада США, либо беглецы.

### Подозреваемые
Некий заключённый тюрьмы в Нью-Джерси признался в совершении двойного убийства, однако это не подтвердилось. В рамках расследования данных обстоятельств 2000 году была проведена эксгумация тел. Позже выяснилось, что на момент обнаружения тел упомянутому подозреваемому было 12 лет; кроме того, он «никогда не покидал» Нью-Джерси. Возможно, решение о признании было принято им после чтения газеты с материалом об убийстве.
В числе подозреваемых в совершении преступления числились различные серийные убийцы, в том числе Родни Алькала. Предположения о действиях маньяка возникли из-за того, что в том же округе, где пропали девушки, в том же десятилетии, когда они пропали, было совершено много убийств женщин. Конкретных подозреваемых по этому делу нет до сих пор.

### Анатомическая реконструкция
Для того, чтобы понять, как выглядели девушки при жизни, было проведено несколько анатомических реконструкций их внешности. Пластиковые бюсты в начале 2000-х заменили цифровыми изображениями погибших. В 2012 г. Национальный центр пропавших и эксплуатируемых детей опубликовал новые цифровые трёхмерные изображения, созданные на основе данных сканирования черепов.

### Дополнительная улика
В то же время, когда создавались новейшие реконструкции лиц погибших, на месте преступления был обнаружен и проанализирован зуб, не принадлежавший ни одной из жертв. Следствие не было уверено в том, принадлежит ли он лицу, вовлечённому в убийство, либо попал в место обнаружения тел вместе с другим мусором случайно. Первоначально опасались, что жертвой преступления мог оказаться ещё один человек. Изучение зуба показало, что он мог принадлежать человеку индейского, либо азиатского происхождения. Также была описана его уникальная форма.

### Идентификация
Грэм и Тримбл были ошибочно внесены в базы данных только через несколько месяцев после обнаружения их останков. Когда ошибку исправили, через систему Национального центра информации о преступлениях было выполнено сравнение стоматологической карты Грэм с имеющимися данными. Другие обстоятельства идентификации основаны на домыслах членов её семьи по поводу принадлежности найденных останков.
Сравнение ДНК подтвердило эти домыслы, формально идентифицировав тела через 36 лет. Университет северного Техаса проанализировал профили ДНК неопознанных жертв после их эксгумации в 2011 г. Помощь в получении ДНК от родственников для сравнения с ДНК найденных останков была оказана Национальным центром пропавших и эксплуатируемых детей. Идентификация была проведена в ноябре 2015 г., а о её результатах было объявлено в феврале 2016 г.
Расследование сдвинулось с мертвой точки, и сегодня власти надеются получить информацию о часах, предшествовавших похищению, и факты о самом похищении, чтобы найти убийцу, пытавшегося скрыть тела девочек. Остаётся неясным, поехали ли они в торговый центр автостопом и добрались ли до него. Было заявлено о готовности узнать больше подробностей относительно их смерти, чтобы считать двойное убийство доказанным.
В феврале 2016 г. останки девочек были переданы их родственникам